# Station Modlin
Station Modlin is een spoorwegstation in de Poolse plaats Nowy Dwór Mazowiecki.